# E 〜Complete A side Singles〜
『E 〜Complete A side Singles〜』（イー・コンプリート・エー・サイド・シングルス）は、日本のガールズロックバンド・ZONEが2005年4月13日にSony Recordsから発売した1枚目のベストアルバムである。

## 内容
前作『N』から約1年2か月ぶり、メジャーデビュー5周年の解散後に発売された初のベストアルバム。
タイトルはバンド名の4文字目「ZONE」から名付けられた。メジャーデビュー後に発売された全シングルの表題曲と、ボーナストラックとしてインディーズでのシングル「believe in love」が収録されているシングル・コレクション形式の作品となっている。
ジャケットの異なる初回生産限定盤と通常盤の2形態で発売された。初回生産限定盤は三方背スリーブケース仕様で特典として新録曲「旅立ち…」の全5バージョンを収録したCDが同梱された。
オリコン初登場1位を獲得。シングル・アルバム通じて初の首位獲得となった。また、解散後にシングル・アルバム通じて初の首位を獲得したグループは、邦楽としては初の快挙となった。

## 収録曲
| #         | タイトル                                | 作詞                  | 作曲              | 編曲                 | 時間  |
| --------- | --------------------------------------- | --------------------- | ----------------- | -------------------- | ----- |
| 1.        | 「GOOD DAYS」                           | たくや                | 原一博            | CHOKKAKU             | 3:32  |
| 2.        | 「大爆発 NO.1」                         | 和田勝彦              | 和田克比古        | 彦摩呂               | 4:03  |
| 3.        | 「secret base〜君がくれたもの〜」       | 町田紀彦              | 町田紀彦          | 虎じろう             | 4:55  |
| 4.        | 「世界のほんの片隅から」                | 一色そらん            | KAIDO             | KAIDO / JIN NAKAMURA | 4:17  |
| 5.        | 「夢ノカケラ…」                         | n.machida / 千空      | 町田紀彦          | 虎じろう             | 4:10  |
| 6.        | 「一雫」                                | 町田紀彦              | 羽岡佳            | 長岡成貢             | 4:11  |
| 7.        | 「証」                                  | 町田紀彦              | 町田紀彦          | 高橋KATSU            | 4:10  |
| 8.        | 「白い花」                              | 町田紀彦              | 町田紀彦          | 大坪直樹             | 4:50  |
| 9.        | 「true blue」                           | 町田紀彦              | 町田紀彦 / 吉岡隆 | 山原一浩             | 4:09  |
| 10.       | 「恋々…」                               | 町田紀彦              | 町田紀彦          | HIKARI               | 4:10  |
| 11.       | 「H・A・N・A・B・I〜君がいた夏〜」      | 町田紀彦              | 町田紀彦          | ha-j                 | 4:23  |
| 12.       | 「僕の手紙」                            | 町田紀彦              | 町田紀彦          | 山原一浩             | 4:44  |
| 13.       | 「卒業」                                | 町田紀彦              | 町田紀彦          | ha-j                 | 4:21  |
| 14.       | 「太陽のKiss」                          | 町田紀彦              | 町田紀彦          | 山原一浩             | 3:34  |
| 15.       | 「glory colors 〜風のトビラ〜」         | 渡辺未来 / 渡辺なつみ | 渡辺未来          | 山原一浩             | 4:21  |
| 16.       | 「笑顔日和」                            | MIYU                  | 町田紀彦          | 山原一浩             | 4:15  |
| 17.       | 「believe in love」(ボーナス・トラック) | 町田紀彦              | 町田紀彦          | シゲ                 | 4:34  |
| 合計時間: | 合計時間:                               | 合計時間:             | 合計時間:         | 合計時間:            | 72:39 |

| #         | タイトル                     | 作詞            | 作曲      | 編曲      | 時間  |
| --------- | ---------------------------- | --------------- | --------- | --------- | ----- |
| 1.        | 「旅立ち…」                  | ZONE / 町田紀彦 | 町田紀彦  | genepool  | 4:57  |
| 2.        | 「旅立ち…」(MIYU presents)   |                 |           |           | 4:57  |
| 3.        | 「旅立ち…」(MIZUHO presents) |                 |           |           | 4:57  |
| 4.        | 「旅立ち…」(TOMOKA presents) |                 |           |           | 4:57  |
| 5.        | 「旅立ち…」(MAIKO presents)  |                 |           |           | 4:56  |
| 合計時間: | 合計時間:                    | 合計時間:       | 合計時間: | 合計時間: | 24:44 |

## 曲解説

### Disc 1
1. GOOD DAYS
メジャー1stシングルの表題曲。
2. 大爆発 NO.1
メジャー2ndシングルの表題曲。
3. secret base〜君がくれたもの〜
メジャー3rdシングルの表題曲。シングルバージョンとしてはアルバム初収録。
4. 世界のほんの片隅から
メジャー4thシングルの表題曲。
5. 夢ノカケラ…
メジャー5thシングルの表題曲。シングルバージョンとしてはアルバム初収録。
6. 一雫
メジャー6thシングルの表題曲。
7. 証
メジャー7thシングルの表題曲。
8. 白い花
メジャー8thシングルの表題曲。シングルバージョンとしてはアルバム初収録。
9. true blue
両A面からなるメジャー9thシングルの表題1曲目。
10. 恋々…
両A面からなるメジャー9thシングルの表題2曲目。
11. H・A・N・A・B・I〜君がいた夏〜
メジャー10thシングルの表題曲。
12. 僕の手紙
メジャー11thシングルの表題曲。
13. 卒業
メジャー12thシングルの表題曲。シングルバージョンとしてはアルバム初収録。
14. 太陽のKiss
メジャー13thシングルの表題曲。アルバム初収録。
15. glory colors 〜風のトビラ〜
メジャー14thシングルの表題曲。アルバム初収録。
16. 笑顔日和
メジャー15thシングルの表題曲。アルバム初収録。
17. believe in love
ボーナストラックで、インディーズ1stシングルの表題曲。アルバム初収録。

### Disc 2
1. 旅立ち…
新録曲。『ura E 〜Complete B side Melodies〜』にも収録されている。
2. 旅立ち… MIYU presents
MIYUのソロバージョン。
3. 旅立ち… MIZUHO presents
MIZUHOのソロバージョン。
4. 旅立ち… TOMOKA presents
TOMOKAのソロバージョン。
5. 旅立ち… MAIKO presents
MAIKOのソロバージョン。

## 参加ミュージシャン
ZONE
- MIYU：Vocal & Guitar
- MIZUHO：Vocal & Drums
- TOMOKA：Vocal & Guitar & Keyboard
- MAIKO：Vocal & Bass
- TAKAYO：Vocal & Guitar

## タイアップ
- ニベア花王『8×4』CMソング (#14)
- テレビ朝日系列スポーツ中継番組『第86回全国高校野球選手権大会』オープニングテーマ (#15)
- テレビ朝日系列スポーツ中継番組『熱闘甲子園』オープニングテーマ (#15)
- テレビ朝日系列スポーツ中継番組『速報!甲子園への道』2004年度テーマソング (#15)